# Ботсванска пула
Вижте пояснителната страница за други значения на Пула.
Пула е паричната единица на Ботсвана. 1 пула се състои от 100 тхебе.

## Етимология
Пула, в превод от тсуана, означава дъжд.

## История
Пулата е създадена през 1976 г., за да замести южноафриканския ранд. Тя е една от най-стабилните валути на африканския континент.
Обменните стойности за 1 американски долар са 585 през 2007 г., 560 (2006), 610 (2005), 574,62 (2004), 537,66 (2003).